# Dietrich Pellnitz

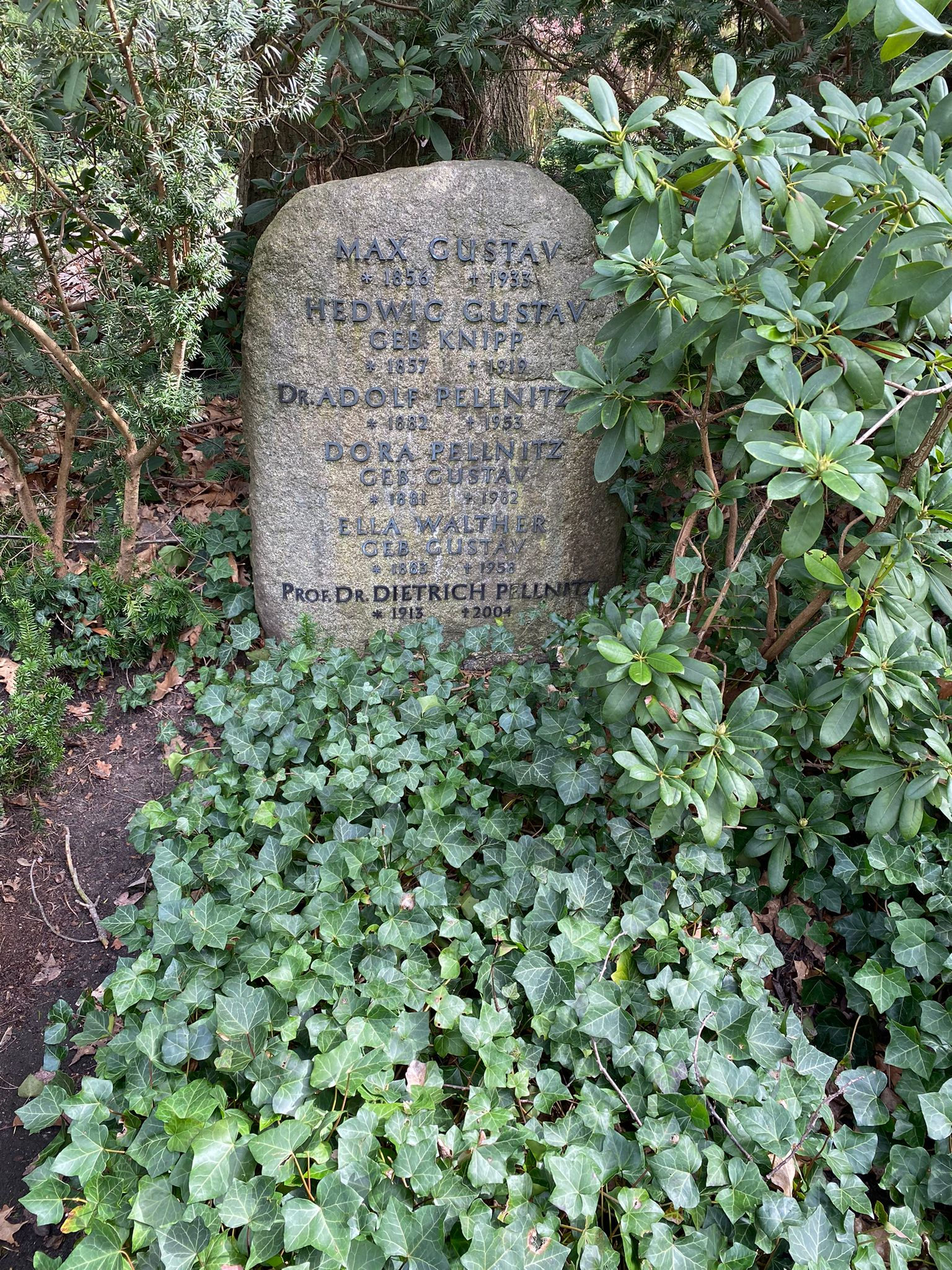
Grabstätte auf dem Friedhof Heerstraße

Dietrich August Max Pellnitz (* 31. Oktober 1913 in Bernburg; † 13. März oder 17. März 2004) war ein deutscher Mediziner und Hochschullehrer.

## Leben und Wirken
Nach dem Schulabschluss studierte Pellnitz Medizin und promovierte 1940 an der Universität Münster zum Dr. med. An der Universität Würzburg ließ er sich 1946 zum HNO-Arzt weiterbilden. Nach seiner Habilitierung 1953 wurde er an der Freien Universität Berlin Privatdozent und 1960 außerplanmäßiger Professor an der dortigen Medizinischen Fakultät. Sein Fachgebiet war die Hals-Nasen-Ohrenheilkunde. Daneben befasste er sich auch mit Bronchologie und Anaesthesiologie. Als Chefarzt wirkte er an der HNO-Abteilung des Rudolf-Virchow-Krankenhauses in Berlin.
Seine letzte Ruhestätte fand Dietrich Pellnitz auf dem Friedhof Heerstraße.

## Schriften (Auswahl)
- Speiseröhrenperforationen durch Geflügelknochen . Münster 1940.
- Neue Erkenntnisse für Diagnostik und Therapie der Lungentuberkulose durch systematische Anwendung bronchoskopischer Methoden. Berlin 1953.
- Beiträge zur Geschichte der Pépinière . Berlin 1993.